# 36e cérémonie des Goyas
La 36e cérémonie des Goyas (ou Premios Goya), organisée par l'Academia de las artes y las ciencias cinematográficas de España, se déroule le 12 février 2022 au Palais des Arts Reina-Sofía de Valence et récompense les films sortis en 2021. Elle est présentée par Nathalie Poza et José Coronado.
Le film El buen patrón de Fernando León de Aranoa est le film le plus récompensé avec six récompenses dont le Prix Goya du meilleur film, le Prix Goya du meilleur réalisateur, le Prix Goya du meilleur scénario original et le Prix Goya du meilleur acteur pour Javier Bardem,.

## Palmarès

### Meilleur film
- El buen patrón de Fernando León de Aranoa
  - Maixabel de Icíar Bollaín
  - Madres paralelas de Pedro Almodóvar
  - Mediterráneo de Marcel Barrena
  - Libertad de Clara Roquet

### Meilleur réalisateur
- Fernando León de Aranoa pour El buen patrón
  - Manuel Martín Cuenca pour La hija
  - Pedro Almodóvar pour Madres paralelas
  - Icíar Bollaín pour Maixabel

### Meilleur acteur
- Javier Bardem pour El buen patrón
  - Javier Gutiérrez Álvarez pour La hija
  - Luis Tosar pour Maixabel
  - Eduard Fernández pour Mediterráneo

### Meilleure actrice
- Blanca Portillo pour Maixabel
  - Emma Suárez pour Josefina
  - Petra Martínez pour La vida era eso
  - Penélope Cruz pour Madres paralelas

### Meilleur acteur dans un second rôle
- Urko Olazabal pour Maixabel
  - Celso Bugallo pour El buen patrón
  - Fernando Albizu pour El buen patrón
  - Manolo Solo pour El buen patrón

### Meilleure actrice dans un second rôle
- Nora Navas pour Libertad
  - Sonia Almarcha pour El buen patrón
  - Aitana Sánchez-Gijón pour Madres paralelas
  - Milena Smit pour Madres paralelas

### Meilleur espoir masculin
- Chechu Salgado pour Les Lois de la Frontière
  - Óscar de la Fuente pour El buen patrón
  - Tarik Rmili pour El buen patrón
  - Jorge Motos pour Lucas

### Meilleur espoir féminin
- María Cerezuela pour Maixabel
  - Ángela Cervantes pour Chavalas
  - Almudena Amor pour El buen patrón
  - Nicolle García pour Libertad

### Meilleur scénario original
- Fernando León de Aranoa pour El buen patrón
  - Clara Roquet pour Libertad
  - Icíar Bollaín et Isa Campo pour Les Repentis (Maixabel)
  - Juanjo Giménez Peña et Pere Altimira pour En décalage (Tres)

### Meilleur scénario adapté
- Daniel Monzón et Jorge Guerricaechevarría pour Les Lois de la frontière
- Júlia de Paz Solvas et Núria Dunjó López pour Ama
- Agustí Villaronga pour El ventre del mar
- Benito Zambrano et Cristina Campos pour Pan de limón con semillas de amapola

### Meilleur nouveau réalisateur
- Clara Roquet pour Libertad
  - Carol Rodríguez Colás pour Chavalas
  - Javier Marco Rico pour Josefina
  - David Martín de los Santos pour La vida era eso

### Meilleur film documentaire
- Quién lo impide de Jonás Trueba

### Meilleure direction de production
- Albert Espel et Kostas Seakianakis pour Mediterráneo

### Meilleur montage
- Vanessa L. Marimbert pour El buen patrón

### Meilleure chanson originale
- Te espera el mar pour Mediterráneo; composée par María José Llergo

### Meilleure musique originale
- Zeltia Montes pour El buen patrón
  - Fatima Al Qadiri pour La abuela
  - Alberto Iglesias pour Les Repentis (Maixabel)
  - Arnau Bataller pour Mediterráneo

### Meilleure photographie
- Kiko de la Rica pour Mediterráneo
  - Pau Esteve Birba pour El buen patrón
  - Gris Jordana pour Libertad
  - José Luis Alcaine pour Madres paralelas

### Meilleure direction artistique
- Balter Gallart pour Les Lois de la Frontière

### Meilleurs costumes
- Vinyet Escobar pour Les Lois de la Frontière

### Meilleurs maquillages et coiffures
- Sarai Rodríguez, Benjamín Pérez et Nacho Díaz pour Les Lois de la Frontière

### Meilleur son
- Daniel Fontrodona, Oriol Tarragó, Marc Bech et Marc Orts pour En décalage (Tres)

### Meilleurs effets visuels
- Pau Costa et Laura Pedro pour Braquage final

### Meilleur film d'animation
- Valentina

### Meilleur court métrage de fiction
- Tótem loba

### Meilleur court métrage d'animation
- The Monkey

### Meilleur court métrage documentaire
- Mama

### Meilleur film étranger en langue espagnole
- La Cordillère des songes de Patricio Guzmán (Chili)
  - Canción sin nombre de Melina León (Pérou)
  - Las siamesas de Paula Hernández (Argentine)
  - Los lobos de Samuel Kishi (Mexique)

### Meilleur film européen
- Drunk de Thomas Vinterberg (Danemark)
  - Adieu les cons de Albert Dupontel (France)
  - I'm Your Man de Maria Schrader (Allemagne)
  - Promising Young Woman de Emerald Fennell (Royaume-Uni)

### Prix Goya d'honneur
- José Sacristán

### Prix Goya international
- Cate Blanchett

## Statistiques

### Nominations multiples
20 : El buen patrón
15 : Maixabel
8 : Madres paralelas
6 : Les Lois de la Frontière, Mediterráneo, Libertad
3 : Josefina
2 : La hija, La vida era eso, El amor en su lugar, Chavalas

### Récompenses multiples
6 : El buen patrón
5 : Les Lois de la Frontière
3 : Maixabel, Mediterráneo
2 : Libertad